# Никольское сельское поселение (Бобровский район)
Никольское сельское поселение — муниципальное образование Бобровского района Воронежской области России.
Административный центр — село 2-е Никольское.

## Население
| 2000 | 2005  | 2010  | 2012 | 2013 | 2014 | 2015 | 2016 | 2017 |
| ---- | ----- | ----- | ---- | ---- | ---- | ---- | ---- | ---- |
| 1442 | ↘1011 | ↘1005 | ↘995 | ↘969 | ↗972 | ↗976 | ↗980 | ↗996 |
| 2018 | 2019  | 2020  | 2021 |      |      |      |      |      |
| ↘990 | ↘972  | ↘960  | ↘956 |      |      |      |      |      |

## Административное деление
Состав поселения:
- село 2-е Никольское,
- поселок Карандеевка,
- хутор Раздольный,
- хутор Соколовский,
- хутор Хренище[14].